# Амирали, Абдулла Ислам оглы
Абдулла Ислам оглы Амралы (азерб. Abdulla İslam oğlu Əmralı; род. 1925, близ Ардебиля) — советский азербайджанский виноградарь, Герой Социалистического Труда (1951).

## Биография
Родился в 1925 году близ Ардебиля, в селе Нюнякеран остана Азербайджан в Персии (ныне село Нанекеран остана Ардебиль).
Окончил Высшую партийную школу в Баку (1965).
Начал трудовую деятельность рядовым рабочим на совхозе имени Ленина Шемахинского района, с 1946 по 1959 год звеньевой и бригадир в этом же совхозе. С 1966 года заместитель директора совхоза по делам по делам хозяйства.
В 1950 году достиг высоких результатов в области виноградарства. Получил 100,1 центнера винограда с гектара на площади 4,8 гектара.
Указом Президиума Верховного Совета СССР от 3 сентября 1951 года за получение высоких урожаев винограда Амирали Абдулле Ислам оглы присвоено звание Героя Социалистического Труда с вручением ордена Ленина и золотой медали «Серп и Молот».
Распоряжением Президента Азербайджанской Республики от 2 октября 2002 года, за большие заслуги в области науки и образования, культуры и искусства, экономики и государственного управления Азербайджана, Амралы Абдулле Ислам оглы предоставлена персональная стипендия Президента Азербайджанской Республики.

## Награды и звания
- Герой Социалистического Труда (3.9.1951)
- Орден Ленина (3.9.1951, № 139055)
- Золотая медаль «Серп и Молот»
- Медали
- Персональная стипендия Президента Азербайджанской Республики (2002)